# Reino Árabe de Siria
El Reino Árabe de Siria (en árabe: المملكة العربية السورية , al-al-Arabiya Mamlakah as-Suriyah) era un estado autoproclamado y no reconocido que comenzó como un gobierno constitucional árabe total y absolutamente independiente, anunciado el 5 de octubre de 1918 con el permiso del ejército británico, que obtuvo la independencia de facto como un Emirato después de la retirada de las fuerzas británicas de la ATEO Este el 26 de noviembre de 1919, y fue proclamado como Reino el 8 de marzo de 1920.
Como "Reino", existió solo un poco más de cuatro meses, del 8 de marzo al 25 de julio de 1920.: 294  Durante su breve existencia, el reino fue liderado por el hijo del jerife de La Meca Husayn ibn Ali, Faisal. A pesar de sus reclamos sobre el territorio de la Gran Siria, el gobierno de Faisal controlaba un área limitada y dependía de Gran Bretaña que, junto con Francia, generalmente se oponía a la idea de una Gran Siria y se negaba a reconocer el reino. El reino se rindió a las fuerzas francesas el 25 de julio de 1920.

## Fundación
La revuelta árabe y la Correspondencia Husayn-McMahon son factores cruciales en los cimientos del Reino Árabe de Siria. En la correspondencia McMahon-Hussein, los británicos hicieron promesas de un reino árabe a cambio de un levantamiento árabe contra los otomanos.: 209–215  Mientras los británicos hacían las promesas de independencia, se estaban haciendo acuerdos en el sentido contrario, como el Acuerdo Sykes-Picot con los franceses. De hecho, en última instancia, la implementación del Acuerdo Sykes-Picot conduciría al socavamiento y destrucción del Reino Árabe de Siria. A pesar de la importancia de la revuelta árabe para los países árabes modernos formada a su paso, en ese momento había una desconfianza significativa e incluso oposición a la idea de un reino árabe o una serie de reinos árabes.
Esto se debió en parte a la fuerte influencia de los franceses y los británicos para impulsar la revuelta y el establecimiento de lo que se considera según los estándares modernos estados títeres.: 185–191  Los críticos[¿quién?] afirman que esta participación de potencias extranjeras en la distribución de grandes sumas de dinero y apoyo militar para establecer un imperio que sería dirigido por aspirantes imperiales, en lugar de nacionalistas árabes legítimos, es la causa principal de la falta de duración de la mayoría de los nuevos reinos hachemitas del Hiyaz e Irak). Los críticos continúan afirmando que para muchos árabes fue un anatema que precisamente la familia de los jerifes de La Meca, los hachemitas, pudiera arrebatarle el control al sultán otomano, con quien su lealtad había descansado durante siglos.: 187 

## Gobierno constitucional árabe
Cerca del final de la Primera Guerra Mundial, la Fuerza Expedicionaria Egipcia británica bajo el mando de Edmund Allenby capturaron Damasco el 30 de septiembre de 1918. Poco después, el 3 de octubre, Faisal entró en la ciudad.: 30  El júbilo sería de corta duración, en tanto que Faisal pronto conocerá el acuerdo Sykes-Picot. Faisal había llegado a esperar un reino árabe independiente en nombre de su padre, pero pronto se enteró de la división del territorio y de cómo Siria caía bajo el poder protector francés. Obviamente, Faisal no apreció esta traición de los británicos, pero se tranquilizó al saber que el acuerdo real se resolvería en una fecha posterior, cuando la guerra hubiera terminado. Probablemente esperaba que para entonces los británicos hubieran cambiado su apoyo a las pretensiones francesas en Siria.
El 5 de octubre, con el permiso del general Allenby, Faisal anunció el establecimiento de un gobierno constitucional árabe total y absolutamente independiente.: 34  Faisal anunció que sería un gobierno árabe basado sobre la justicia y la igualdad para todos los árabes independientemente de su religión. Para disgusto del primer ministro francés Georges Clemenceau, el establecimiento de un estado árabe semiindependiente sin reconocimiento internacional y bajo los auspicios de los británicos era desconcertante. Incluso las garantías de Allenby de que todas las acciones tomadas eran provisionales no aliviaron las tensiones que se avecinaban entre los británicos, los franceses y los árabes. Para los nacionalistas árabes, y muchos de los árabes que lucharon en la Revuelta Árabe, esto fue la realización de un objetivo de larga data.

## Determinación del Estado

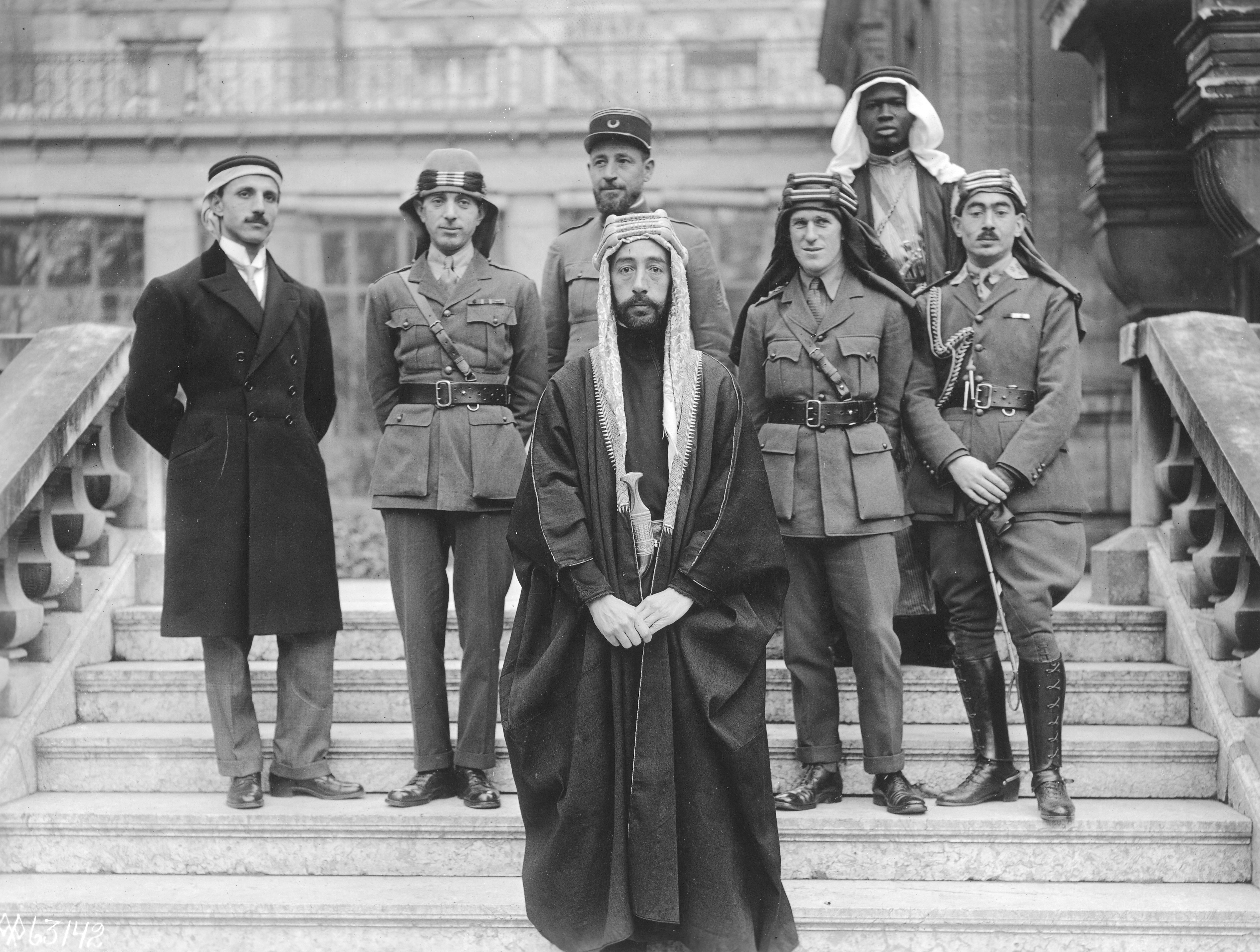
Faisal con T.E. Lawrence y la delegación del Hiyaz en la Conferencia de Paz de París de 1919.

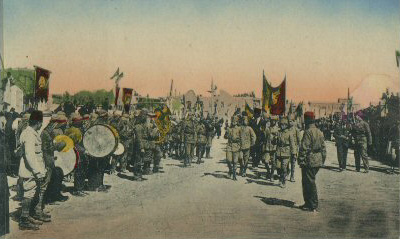
Proclamación de Faisal I como rey de Siria en 1920.

Después de la guerra, en la Conferencia de Paz de París de 1919, Faisal presionó por la independencia árabe. En la Conferencia, los Aliados victoriosos decidieron qué sería de las naciones derrotadas de las Potencias Centrales, especialmente quién controlaría sus territorios, como las posesiones del Imperio Otomano en Oriente Medio. El estatus de las tierras árabes en el Medio Oriente fue objeto de intensas negociaciones entre franceses y británicos. En mayo de 1919, los primeros ministros francés y británico se reunieron en el Quai d'Orsay para decidir entre ellos sus respectivas reclamaciones sobre territorios o esferas de influencia en Oriente Medio. La reunión decidió que, a cambio de una garantía británica del control francés en Siria, los británicos recibirían un mandato sobre Mosul y Palestina.
Aproximadamente al mismo tiempo, un compromiso estadounidense dio lugar a un acuerdo para establecer una comisión que concretara los deseos de los habitantes. Aunque inicialmente apoyaron la idea, Gran Bretaña y Francia finalmente se retiraron y dejaron solo a los norteamericanos en la Comisión King-Crane de 1919.: 268  Las conclusiones de la comisión, no publicadas hasta 1922 después de la votación sobre los mandatos coloniales en la Sociedad de Naciones, indicó un fuerte apoyo árabe a un estado árabe independiente y oposición a una presencia francesa.

## Creación

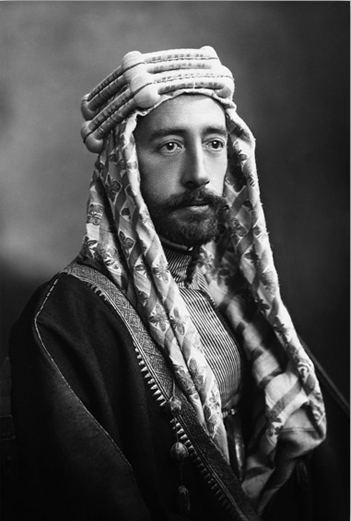
Emir Faisal.

Estandarte Real del Rey de Siria.

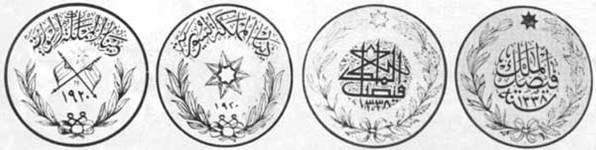
Moneda del Reino Árabe.

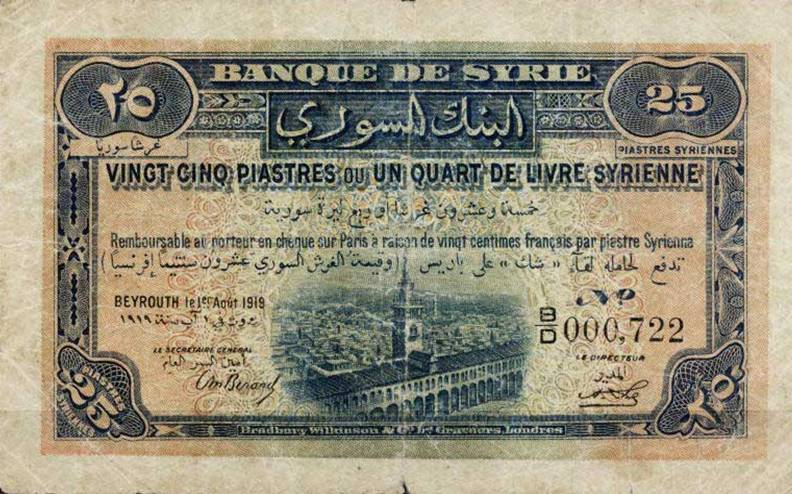
Billete de 25 de piastra sirio emitido en Beirut por el Banco de Siria en 1919. Posteriormente, el Banco de Siria pasó a llamarse Banco de Siria y Gran Líbano y continuó emitiendo moneda tanto para Siria como para el Líbano hasta la década de 1950.

Estos eventos en Europa llevaron a sociedades nacionalistas sirias como al-Fatat (la Sociedad Árabe Joven) a hacer preparativos para un congreso nacional. Estas sociedades nacionalistas sirias abogaban por la completa independencia de un reino árabe que uniera a los árabes bajo Faisal. La Comisión King-Crane alentó los esfuerzos para unificar y apresuradamente se convocaron unas elecciones que incluyeron a representantes de todas las tierras árabes, incluidos Palestina y el Líbano, aunque los funcionarios franceses impidieron la llegada de muchos de sus representantes. Se celebró la primera sesión oficial del Congreso sirio el 3 de junio de 1919 y el miembro de al-Fatat Hashim al-Atassi fue elegido presidente.: 7 
Cuando la Comisión King-Crane llegó a Damasco el 25 de junio de 1919, se encontró con una avalancha de panfletos que decían "Independencia o muerte".
El 2 de julio, el Congreso Nacional Sirio en Damasco aprobó una serie de resoluciones pidiendo una monarquía constitucional completamente independiente con Faisal como rey, pidiendo ayuda a los Estados Unidos y rechazando cualquier derecho reclamado por los franceses.: 19  Las resoluciones definieron sus fronteras como:

en el norte, la Cordillera de Tauro; en el sur, una línea que va de Rafah a Al-Jauf y sigue la frontera entre Siria y el Hiyaz debajo de Áqaba; en el este, el límite formado por los ríos Éufrates y Jabur y una línea que se extiende desde cierta distancia al este de Abu-Kamal hasta cierta distancia al este de al-Jauf; al oeste, el Mar Mediterráneo.: 439, apéndice G 

Cualquier esperanza que Faisal pudiera haber tenido de que los británicos o los estadounidenses acudieran en su ayuda y contrarrestaran los movimientos franceses se desvaneció rápidamente, especialmente después del Acuerdo anglo-francés para la retirada de las tropas británicas de Siria y el fin del gobierno militar británico en Siria. Los británicos se retiraron de la región el 26 de noviembre de 1919.
En enero de 1920, Faisal se vio obligado a firmar un acuerdo con Francia que estipulaba que Francia mantendría la existencia del estado sirio y no colocaría tropas en Siria mientras el gobierno francés siguiera siendo el único gobierno que suministraba asesores, consejeros y expertos técnicos.: 167  Las noticias de este compromiso no presagiaban nada bueno para los partidarios vehementemente antifranceses y de mentalidad independentista de Faisal, quienes inmediatamente presionaron a este para que revocara su compromiso, lo que así hizo. A raíz de esta reversión, se produjeron ataques violentos contra las fuerzas francesas y el Congreso sirio se reunió en marzo de 1920 para declarar a Faisal rey de Siria, así como para establecer oficialmente el Reino Árabe de Siria con Hashim al-Atassi como primer ministro y Yusuf al-Azma como ministro de Guerra y jefe de Estado Mayor.
Esta acción unilateral fue inmediatamente repudiada por británicos y franceses y la Conferencia de San Remo fue convocada por las Potencias Aliadas en abril de 1920 para finalizar la asignación de los Mandatos de la Sociedad de Naciones en el Medio Oriente. Esto, a su vez, fue repudiado por Faisal y sus seguidores. Después de meses de inestabilidad y el incumplimiento de las promesas a los franceses, el comandante de las fuerzas francesas General Henri Gouraud dio un ultimátum al rey Faisal el 14 de julio de 1920 declarando que se rendía o luchaba.: 215 

## Disolución

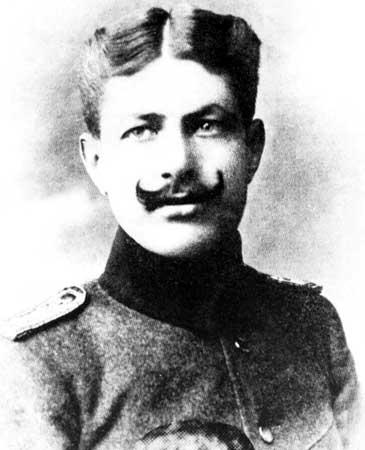
General Yusuf al-Azma.

Preocupado por los resultados de lo que sería una larga y sangrienta pelea con los franceses, el rey Faisal se rindió. Sin embargo, Yusuf al-Azma, el ministro de Defensa, ignoró la orden del rey y dirigió un pequeño ejército para enfrentarse al avance francés en Siria. Este ejército dependía principalmente de armas individuales y no podía competir con la artillería francesa. En la Batalla de Maysalun, el ejército sirio fue fácilmente derrotado por los franceses, y el general al-Azma murió durante la batalla. La pérdida condujo al  el sitio y captura de Damasco el 25 de julio de 1920 y el mandato francés para Siria y el Líbano se puso en vigor a partir de entonces.

## Legado
Después de rendirse a las fuerzas francesas, Faisal fue expulsado de Siria y se fue a vivir al Reino Unido en agosto de 1920. En agosto de 1921 se le ofreció la corona de Irak bajo el mandato británico de Irak.
Un día después de la caída de Damasco, el 25 de julio de 1920, se instaló un gobierno pro-francés bajo el liderazgo de 'Alaa al-Din al-Darubi.: 37  El 1 de septiembre de 1920, el general Gouraud dividió el territorio del mandato francés de Siria en varios estados más pequeños como parte de un plan francés para facilitar el control de Siria.
El Reino, a través de su corta y tumultuosa existencia, se convertiría en un tema de gran inspiración para los posteriores movimientos de liberación árabes. Sería la historia repetida a menudo de un pueblo árabe que se separó de sus lazos coloniales solo para ser castigado por su fervor revolucionario y por su resistencia a las potencias imperiales. El simbolismo de la caída del Reino de Siria también infundió una profunda desconfianza hacia las potencias europeas, que eran vistas como mentirosas y opresoras.

## Galería

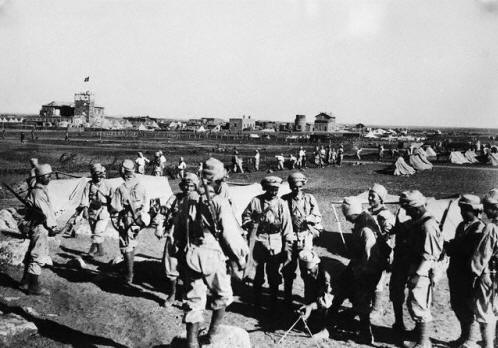
Tropas del Reino de Siria en la batalla de Maysalun.
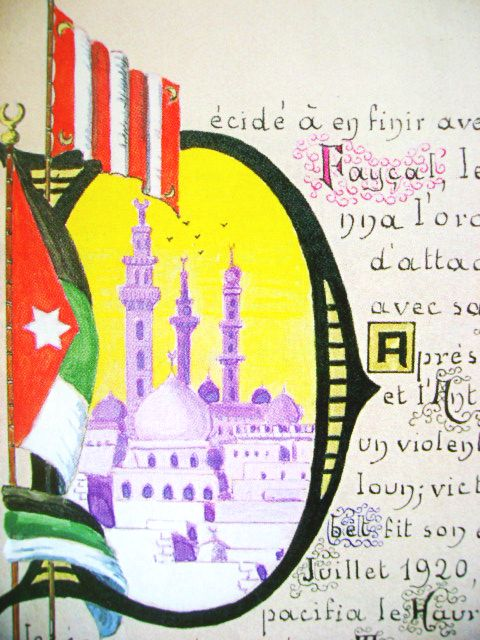
Dibujo francés que celebra la captura de Damasco en 1920.